# Celtian
Pour l’article ayant un titre homophone, voir Celtiane.
 (juillet 2023).
Celtian est un groupe espagnol de folk metal, originaire d'Alcalá de Henares, dans la communauté de Madrid. Il est formé en 2017 par le flûtiste Diego Palacio, et mené au chant par la chanteuse Xana Lavey. Leur son s'inspire fortement de groupes qui mélangent heavy metal et musique folk européenne tels que Mägo de Oz, Saurom, et Eluveitie, entre autres.

## Histoire

### Débuts
Le flûtiste Diego Malagás Palacio, plus connu sous le nom de Diego Palacio, commence à réaliser des vidéos pour la plateforme YouTube en jouant des reprises de chansons rock populaires et de musique celtique à la flûte sur sa chaîne Diego Gaia. Il a également participé à plusieurs concours de flûte. En 2015, il forme avec quelques amis un groupe de folk death metal appelé Yuggoth, qui ne compte qu'un EP. À la fin de l'année, Diego est appelé par Josema Pizarro, flûtiste du groupe de folk metal Mägo de Oz, pour le remplacer lors de ses prestations live avec le groupe, car Josema venait d'être embauché par le Cirque du Soleil et ne pouvait pas assister à de nombreux événements live qu'il avait avec Mägo de Oz. 
En 2016, Diego décide de commencer à se faire un nom et sort un album solo de musique celtique irlandaise intitulé Jigs and Reels. Bien que l'album n'ait pas eu un grand retentissement, Diego décide en 2017 de lancer un groupe de musique celtique irlandaise. En 2017, Diego décide de lancer un projet de groupe et forme une formation comprenant les musiciens Guillermo Soloaga à la basse, Guille Manzanares à la batterie, Alberto Clemente à la guitare et Gonzalo Gómez (Gono) au violon. À la suggestion de Txus di Fellatio (batteur et fondateur de Mägo de Oz), ils décident d'appeler le groupe Celtian, comme le thème instrumental de l'album Hechizos, pócimas y brujería de Mägo de Oz. Le 1er mars 2018, le premier album de Celtian est publié, The Druid's Awaiting, produit par Rock-CD Records, l'album étant une œuvre entièrement instrumentale, basée sur la musique traditionnelle irlandaise avec une base de metal.
Fin 2018, Palacio décide de réorienter la direction du groupe. Avec l'aide de Txus di Fellatio en tant que producteur, avec qui il s'est lié d'amitié lors de ses tournées avec Mägo de Oz. Diego décide de modifier la composition du groupe et signe un contrat avec Maldito Records. Pour cette nouvelle composition, il décide de s'associer à la chanteuse Raquel Eugenio, plus connue sous le nom de Xana Lavey. Raquel était déjà populaire pour sa chaîne YouTube où elle chantait des reprises de groupes de rock et de metal, et pour avoir participé à la version espagnole de la célèbre émission de télévision La Voz en 2015. Diego fait également appel à son ancien partenaire du groupe Yuggoth, Txus Borao, pour occuper le poste de violoniste.13 La nouvelle formation du groupe comprend Diego Palacio à la flûte, Xana Lavey au chant, David Landeroin à la batterie, Javi Aiur à la basse, Javi Javat à la guitare et Txus Borao au violon. Avec ce nouveau line-up, ils sortent le 23 mai 2019 le single Tu Hechizo, et le 11 juin de la même année leur deuxième single Niamh, les deux chansons étant des titres avec des paroles en espagnol, rendant claire l'intention de la nouvelle tournure du groupe, comme leur premier album qui avait un titre en anglais.

### Nouveaux albums
Le 21 juin 2019, le groupe sort son deuxième album, En Tierra de Hadas qui donne une nouvelle essence au groupe, et qui compte plusieurs musiciens invités, comme Manuel Seoane, Patricia Tapia et Javi Díez de Mägo de Oz ; Michalina Malisz d'Eluveitie ; Rubén Kelsen, Adriän del Sol, Álex García et Sergio García de Debler Eternia ; et Daniel Fuentes de Lèpoka. L'album est enregistré et mixé aux studios Cube, à Madrid, avec Alberto « Flor » Seara comme ingénieur du son, qui avait déjà travaillé avec Mägo de Oz à d'autres occasions.
Alors que le groupe est en tournée, le line-up change à nouveau. Le guitariste Javi Javat quitte le groupe,16 et plus tard le bassiste Javi Aiur, ce qui amène Celtian à engager temporairement Sergio Culebras, guitariste du groupe Against Myself, et Carlos Morcüende comme bassiste pour leurs concerts. Avec ce nouveau groupe, ils réussissent à donner deux concerts avant que la tournée ne soit interrompue par les restrictions de la pandémie de Covid-19. Pendant cette période, le groupe se consacre à la préproduction de son prochain album. En juin 2020, le groupe a annoncé que Sergio Culebras deviendrait guitariste personnel. La même année, cependant, le bassiste Carlos Morcüende quitte le groupe en raison de fortes divergences personnelles, après quoi le groupe engage Raúl Plaza en tant que nouveau bassiste.
Avec ce nouveau line-up, ils commencent en novembre 2020 à enregistrer leur nouveau matériel. C'est le 29 avril 2021 qu'ils sortent le single Magia de Luna, et le 10 juin de la même année, le deuxième single El hijo del Ayer. Le 25 juin 2021, ils sortent leur troisième album studio Sendas de leyenda, qui est à nouveau produit par Txus di Fellatio, enregistré et mixé aux studios Cube. L'album comprend la participation d'Israel Ramos, ex-chanteur d'Avalanch, et des arrangements orchestraux de Javi Díez, claviériste de Mägo de Oz. En novembre 2021, Celtian collabore à l'album hommage à Saurom pour ses 25 ans de carrière, Mester de Juglaría. Le groupe collabore à cet album en reprenant la chanson La Hija de las Estrellas.

## Membres

### Membres actuels
- Xana Lavey — voix
- Diego Palacio — flûte, sifflet, cornemuse
- Txus Borao — violon
- David Landeroin — batterie
- Sergio Culebras — guitare
- Raúl Plaza — basse

### Anciens membres
- Alberto Clemente — guitare
- Javi Javat — guitare
- Gonzalo Gómez — violon
- Guillermo Soloaga — basse
- Javi Aiur — basse
- Carlos Morcüende — basse
- Guille Manzanares — batterie

## Discographie
- 2018 : The Druid's Awaiting
- 2019 : En Tierra de Hadas
- 2021 : Sendas de Leyenda